# Інтерлейкін-6
IL6 (англ. Interleukin 6) — білок, який кодується однойменним геном, розташованим у людей на короткому плечі 7-ї хромосоми. Довжина поліпептидного ланцюга білка становить 212 амінокислот, а молекулярна маса — 23 718.
Білок є інтерлейкіном, який діє одночасно як запальний цитокін і як протизапальний міокін.
| 10         |  | 20         |  | 30         |  | 40         |  | 50         |
| ---------- |  | ---------- |  | ---------- |  | ---------- |  | ---------- |
| MNSFSTSAFG |  | PVAFSLGLLL |  | VLPAAFPAPV |  | PPGEDSKDVA |  | APHRQPLTSS |
| ERIDKQIRYI |  | LDGISALRKE |  | TCNKSNMCES |  | SKEALAENNL |  | NLPKMAEKDG |
| CFQSGFNEET |  | CLVKIITGLL |  | EFEVYLEYLQ |  | NRFESSEEQA |  | RAVQMSTKVL |
| IQFLQKKAKN |  | LDAITTPDPT |  | TNASLLTKLQ |  | AQNQWLQDMT |  | THLILRSFKE |
| FLQSSLRALR |  | QM         |  |            |  |            |  |            |

A: Аланін

C: Цистеїн

D: Аспарагінова кислота

E: Глутамінова кислота

F: Фенілаланін

G: Гліцин

H: Гістидин

I: Ізолейцин

K: Лізин

L: Лейцин

M: Метіонін

N: Аспарагін

P: Пролін

Q: Глутамін

R: Аргінін

S: Серин

T: Треонін

V: Валін

W: Триптофан

## Функція

### Імунна система
IL-6 синтезується Макрофагами у відповідь на специфічні мікроорганізмові молекули, які мають назву патоген-асоційовані молекулярні структури (ПАМС). Такі ПАМС зв'язуються з необхідною групою молекул виявлення вродженої імунної системи, які називаються рецепторами розпізнавання, включаючи TLR-рецептори. Вони присутні як на поверхні клітини, так і внутрішньоклітинних компартментах й індукують внутрішньоклітинні сигнальні каскади, які стимулюють продукцію запальних цитокінів. IL-6 є важливим медіатором гарячки та імунної відповіді під час гострої фази захворювання.
IL-6 відповідає за стимуляцію синтезу білка гострої фази, а також продукцію нейтрофілів у кістковому мозку. Білок підтримує ріст В-клітин і є антагоністом регуляторних Т-клітин.

### Метаболізм
IL-6 здатний долати гематоенцефалічний бар'єр й ініціювати синтез PGE2 у гіпоталамусі, змінюючи контрольну температуру тіла. У м'язовій і жировій тканині інтерлейкін стимулює використання енергії, що призводить до підвищення температури тіла. За температури 4 градуси за Цельсієм як споживання кисню, так і температура всередині були нижчими у IL-6-/- порівняно з дикими мишами, що свідчить про нижчий індукований холодом термогенез у IL-6-/- мишей.
За відсутності запалення 10–35 % циркулюючого IL-6 може надходити з жирової тканини. IL-6 може регулювати кількість жиру в організмі у зрілих мишей, враховуючи той факт, що нокаут гена IL-6 викликає ожиріння у зрілому віці. Окрім того, IL-6 може зменшувати масу жиру в організмі за допомогою впливу на рівні ЦНС.  Вплив інтерлейкіну на ожиріння у гризунів проявляється на рівні мозку, імовірно, гіпоталамуса та заднього мозку. З іншого боку, посилена центральна транс-сигналізація IL-6 може покращити гомеостаз енергії та глюкози при ожирінні. Транс-сигналізація означає, що розчинна форма IL-6R (sIL-6R), яка містить позаклітинну частину рецептора, може зв'язуватися IL-6 з такою ж спорідненістю, як мембранно-зв'язаний IL-6R. Комплекс IL-6 і sIL-6R може зв'язуватися з gp130 на клітинах, які не експресують IL-6R і які не реагують на IL-6.
Дослідження за участі тварин показали, що IL-6 у ЦНС частково опосередковує пригнічення споживання їжі та маси тіла, яке здійснюється стимуляцією рецептора глюкагоноподібного пептиду-1 (GLP-1).

### Центральна нервова система
Науковці Університету Любека повідомляють, що інтраназальне введення IL-6 покращує консолідацію емоційних спогадів, що проявляється під час сну.

### Скелет і м'язи
Остеобласти виділяють IL-6, щоб стимулювати утворення остеокластів. У той час як клітини гладких м'язів у середній оболонці багатьох кровоносних судин виробляють IL-6 як прозапальний цитокін. Роль IL-6 як протизапального міокіну опосередкована його інгібіторною дією на TNF-альфа та IL-1 та його активацією IL-1ra та IL-10.

## Захворювання
IL-6 стимулює запальні та аутоімунні процеси при таких захворюваннях, як розсіяний склероз, розлад зорового спектру (NMOSD), діабет, атеросклероз, депресія, хвороба Альцгеймера, рак передміхурової залози, хвороба Бехчета, ревматоїдний артрит і внутрішньомозковий крововилив.
Наразі актуальною стала розробка агентів проти IL-6 як терапії при подібних захворюваннях. Першим із них є «тоцилізумаб», чия дія була доведена у лікуванні ревматоїдного артриту, хвороби Каслмана та системного ювенільного ідіопатичного артриту. Інші агенти проходять клінічні випробування.

### COVID-19
У дослідженнях 2020 року зростання рівня кодованого білка було виявлене при вірусних інфекціях, включаючи COVID-19 (захворювання, спричинене SARS-CoV-2). Зараз тривають дослідження його участі у клінічному перебігу хвороби та можливому її прогнозуванні.

### Рак
Встановлено, що IL-6 відіграє роль у регуляції оточення пухлини, у виробництві клітин, подібних до стовбурових клітин раку молочної залози, а також у метастазах через пригнічення E-кадгерину та зміні метилювання ДНК при раці ротової порожнини.
Спостереження довели, що пацієнти, які хворіють на прогресуючий/метастатичний рак, мають вищий рівень IL-6 у крові. Одним із прикладів цього є рак підшлункової залози, за якого спостерігається підвищення IL-6 у пацієнтів, що корелює з низьким рівнем виживання.

### Астма
Відомо, що ожиріння є фактором ризику розвитку тяжкої астми. Останні дані свідчать про те, що запалення, пов'язане з ожирінням, потенційно опосередковане інтерлейкіном-6, відіграє важливу роль у поганому функціонуванні легень і підвищеному ризику розвитку подальших загострень.

## Норми та патології
Показники IL-6 у крові здорових донорів коливаються від 0 до 43,5 пікограмів та мілілітр.
Навіть незначні зміни рівня інтерлейкіну-6 пов'язані з підвищеним ризиком смертності, необхідністю штучної вентиляції легень і підвищеною тяжкістю пневмонії, спричиненої SARS-CoV-2.